# Casella (Divina Commedia)
Casella (1250 – Firenze, 1300) è stato un compositore e cantore italiano, fiorentino o pistoiese, amico di Dante Alighieri, che lo pose come protagonista del secondo canto del Purgatorio.

## Biografia
Di lui non si sa null'altro di quanto ci comunica Dante stesso, ed è impossibile identificarlo con certezza con uno in particolare dei Casella nominati nei documenti. Ci si giova in specie dei primi commentatori della Commedia (Pietro di Dante, Benvenuto da Imola, il Buti, Cristoforo Landino) per i quali era fiorentino, mentre un Anonimo lo riteneva pistoiese.
Musicò un madrigale di Lemmo da Pistoia, secondo quanto riporta una nota riportata sul Codice Vaticano 3214: Casella dedit sonum (lo musicò Casella); di Casella si fa inoltre menzione in un sonetto di Niccolò de' Rossi.
Dalla citazione nella Divina Commedia si può dedurre che fu amico di Dante, morì a Firenze forse poco dopo il 1300, e mise in musica alcune poesie di Dante stesso, o almeno la canzone, tratta dal Convivio, Amor che ne la mente mi ragiona.
Dal v.107 del poema dantesco al luogo su citato, si può forse desumere inoltre che l'"amoroso canto" attribuito da Dante a Casella ne indicasse specificamente il canto monodico che accompagnava la lirica provenzale o provenzaleggiante.